# Antille francesi
Le Antille francesi (in francese Antilles françaises) sono alcune isole dei Caraibi appartenenti al gruppo delle Antille. Sono costituite da quattro isole principali: Saint Martin (di cui solo metà dell'isola è francese), Martinica, Saint-Barthélemy e Guadalupa con il suo arcipelago.

## Antille francesi
| Collettività o Dipartimento | Capoluogo      | Abitanti | Superficie (km²) | Densità (ab./km²) |
| --------------------------- | -------------- | -------- | ---------------- | ----------------- |
| Guadalupa                   | Basse-Terre    | 400 736  | 1 628            | 246               |
| Martinica                   | Fort-de-France | 397 820  | 1 102            | 338               |
| Saint-Barthélemy            | Gustavia       | 8 450    | 21               | 402               |
| Saint-Martin                | Marigot        | 33 102   | 53,2             | 622               |
| Antille francesi            | -              | 840 108  | 2 804,2          | 300               |

## Ex colonie francesi dei Caraibi
| Zona            | Ex colonia                                                                                                | Ex colonia |
| --------------- | --- | --- |
| Grandi Antille  | - Haiti (1625-1803)                                                                                       | - Haiti (1625-1803) |
| Piccole Antille | - Dominica (1778-1784) - Grenada (1650-1762; 1779-1783) - Grenadine (1779-1784) - Saint Croix (1650-1696) | - Saint Kitts (1706; 1782-1783) - Saint Lucia (1643; 1667-1674; 1797-1801; 1802-1803) - Saint-Vincent (1779-1784) - Tobago (1781-1793) |